# Sanmartinite
La sanmartinite è un minerale.